# Arriva (geslacht)
Arriva is een geslacht van vliesvleugeligen uit de familie Pteromalidae. De wetenschappelijke naam van dit geslacht is voor het eerst geldig gepubliceerd in 1993 door Boucek.

## Soorten
Het geslacht Arriva is monotypisch en omvat slechts de volgende soort:
- Arriva abyssa Boucek, 1993